# Černá hora (Karkonosze)
Černá hora (niem. Schwarzenberg, Spiegelkoppe, 1299 m n.p.m.) – wzniesienie w Sudetach Zachodnich w czeskiej części Karkonoszy.

## Geografia
Wzniesienie położone jest na południowy wschód od Pecu pod Sněžkou, w południowo-wschodniej części Karkonoszy, na obszarze czeskiego Karkonoskiego Parku Narodowego (czes. Krkonošský národní park – KRNAP).
Jest to jedno z wyższych wzniesień w bocznym grzbiecie odchodzącym od Czeskiego Grzbietu w masywie Luční hora. Grzbiet ten nosi nazwę Černohorská hornatina i wchodzi w skład tzw. Grzbietów Południowych (Krkonošské rozsochy). Na północnym zachodzie poprzez Slatinną stráň i Przełęcz Sokol łączy się z Liščí horą.
Masyw ma kopulasty kształt z niewyraźnie zaznaczonym, płaskim szczytem, o dość łagodnych zboczach w części szczytowej. W masywie Czarnej Góry zaznacza się drugie, niższe wzniesienie Světlá (1244 m n.p.m.), znajdujące się w bocznym ramieniu, odchodzącym od głównego wierzchołka ku północy, a później skręcającym na wschód. Oba wzniesienia oddziela głęboka dolina, którą płynie Černohorský potok. Zbocza: południowe, zachodnie i wschodnie od szczytu do poziomu (1250 m n.p.m.) opadają łagodnie, a potem stromo schodzą do dołu. Zbocze północne, łagodnie schodzi w kierunku Světlej.

## Budowa geologiczna
Góra zbudowana jest ze skał metamorficznych należących do metamorfiku południowych Karkonoszy, głównie z łupków krystalicznych.

## Roślinność
Zbocza w całości porośnięte lasem regla górnego. Wzniesienie przekracza górną granicę lasu (1250 m n.p.m.) więc w szczytowej partii pojawia się kosodrzewina. W rozległych zaroślach na zboczach góry zachowały się na polanach i porębach enklawy łąkowe. Na północ od wierzchołka, na ramieniu odchodzącum ku Světlej znajduje się obszerne torfowisko Černohorské rašeliniště.

## Ochrona przyrody
Masyw położony jest na obszarze czeskiego Karkonoskiego Parku Narodowego (Krkonošský národní park, KRNAP).
Na bocznym ramieniu, odchodzącym w kierunku Světlej znajduje się rezerwat przyrody Černohorské rašeliniště ze ścieżką przyrodniczą.

## Zagospodarowanie
Na południowo-wschodnim zboczu położony jest ośrodek narciarski, w którego skład wchodzi kolej gondolowa, którą można dojechać na górę z miejscowości Jańskie Łaźnie. Na szczycie góry znajduje się nadajnik telewizyjny.

## Turystyka
- Na szczycie znajduje się żelazna wieża widokowa z panoramą na Karkonosze, Grzbiet Lasocki (czes. Pomezní hřeben) i czeskie Podgórze Karkonoskie[1]. Pierwszą wieżę widokową na szczycie góry postawiono w 1900 roku. Była to drewniana, kryta wieża, która uległa zniszczeniu w 1920 roku. Stalową wieżę postawiono w 1998 roku wykorzystując do tego celu jedną z podpór starej kolei linowej.
- Rejon Czarnej Góry jest dobrze zagospodarowany turystycznie jest tu kilka schronisk turystycznych, wiele pensjonatów i szlaków turystycznych, kolejek linowych, tras zjazdowych i wyciągów narciarskich, w tym najdłuższy w Czechach oświetlony stok narciarski.
- U południowo-wschodniego podnóża góry położona jest znana miejscowość uzdrowiskowa Jańskie Łaźnie.

## Galeria

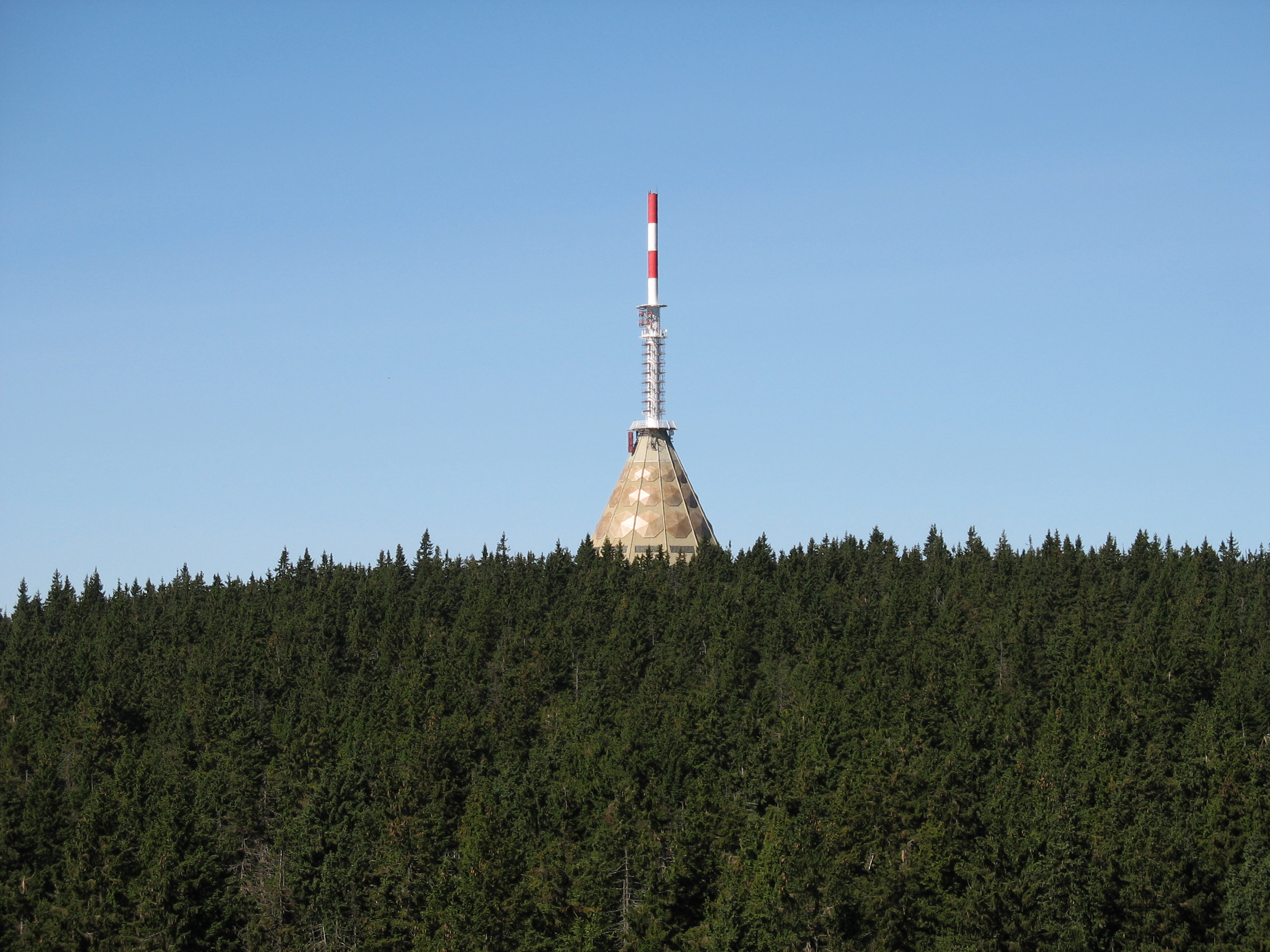
Wieża nadajnika na szczycie Černá hora
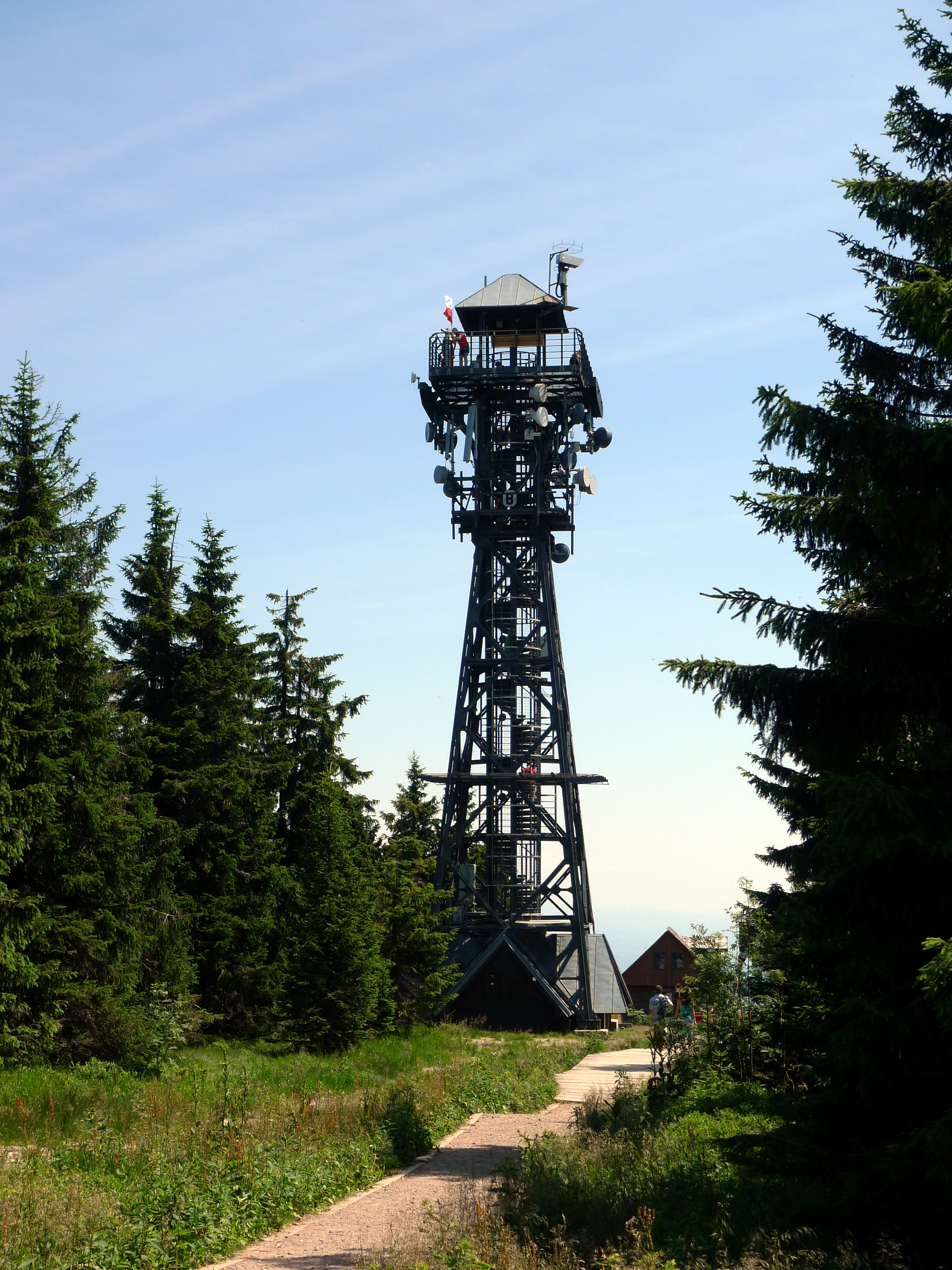
Wieża widokowa na szczycie
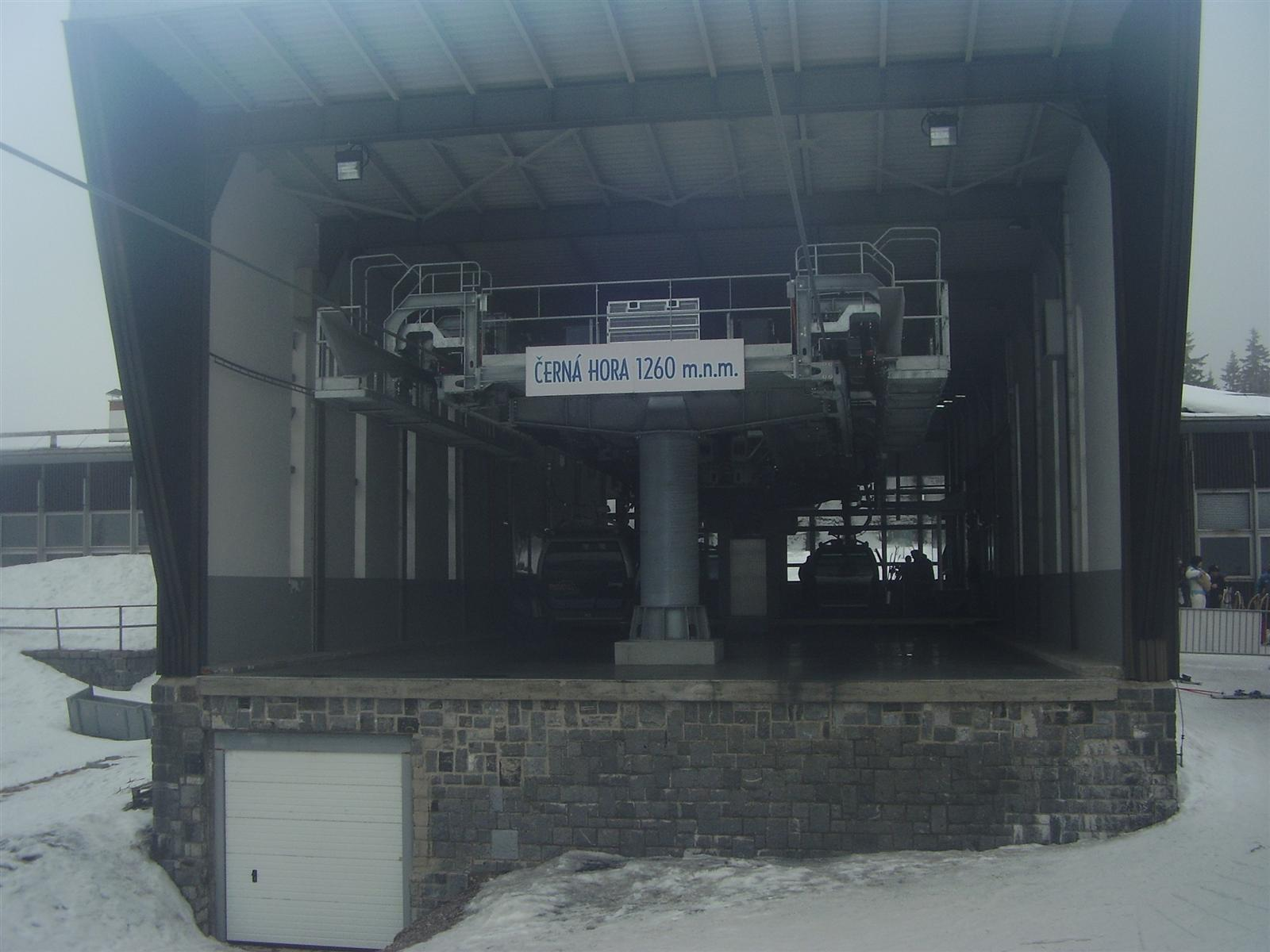
Górska stacja narciarska Jańskie Łaźnie-Černá hora
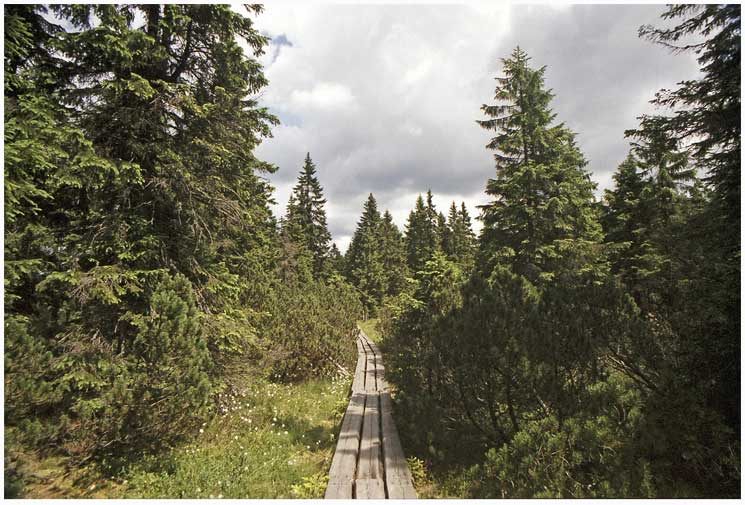
Torfowisko na górze Černá hora
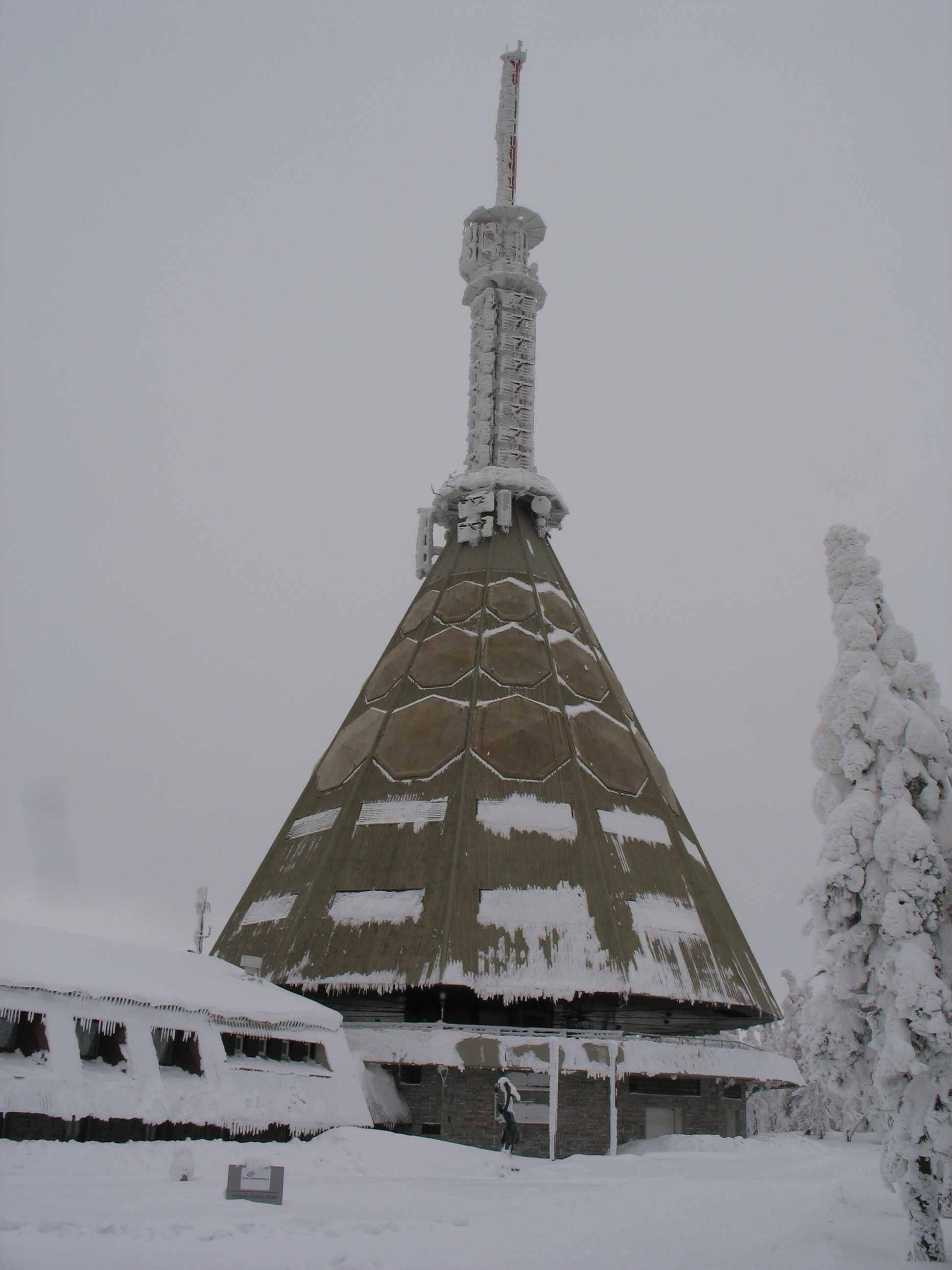
Wieża nadajnika widziana z bliska